# بطولة العالم لسباقات فورمولا 1 موسم 1997
بطولة العالم لسباقات فورمولا 1 موسم 1997 عقدت في سنة 1997 م، وفاز بها جاك فيلنوف (بالإنجليزية: Jacques Villeneuve)‏ من فريق ويليامز إف ون (بالإنجليزية: Williams)‏ بسيارته الرينو. جاك فيلنوف الذي بدأ السباق في الخط رقم 10 حصل على أفضل توقيت في الجولة 3 من السباق في أسرع لفة له. هذا السائق في المجموع حصد 81 نقطة.

## الوصلات الخارجية
- الموقع الرسمي للفورمولا 1